# Kazushige Ura
Kazushige Ura (jap. 浦和重 Ura Kazushige; ur. 10 listopada 1975 r. w Fukuoka) – japoński wioślarz, reprezentant Japonii w wioślarskiej dwójce podwójnej wagi lekkiej podczas Letnich Igrzysk Olimpijskich w Pekinie.

## Osiągnięcia
- Igrzyska Olimpijskie – Ateny 2004 – dwójka podwójna wagi lekkiej – 6. miejsce[1].
- Igrzyska Olimpijskie – Pekin 2008 – dwójka podwójna wagi lekkiej – 13. miejsce[1].
- Mistrzostwa Świata – Poznań 2009 – ósemka wagi lekkiej – 4. miejsce[2].